# Gastón Lelarge
Gastón Lelarge (Ruan, 1861-Cartagena de Indias, 9 de agosto de 1934) fue un arquitecto y escritor francés que desarrolló buena parte de su obra en Colombia a finales del siglo XIX y comienzos del XX.

## Biografía

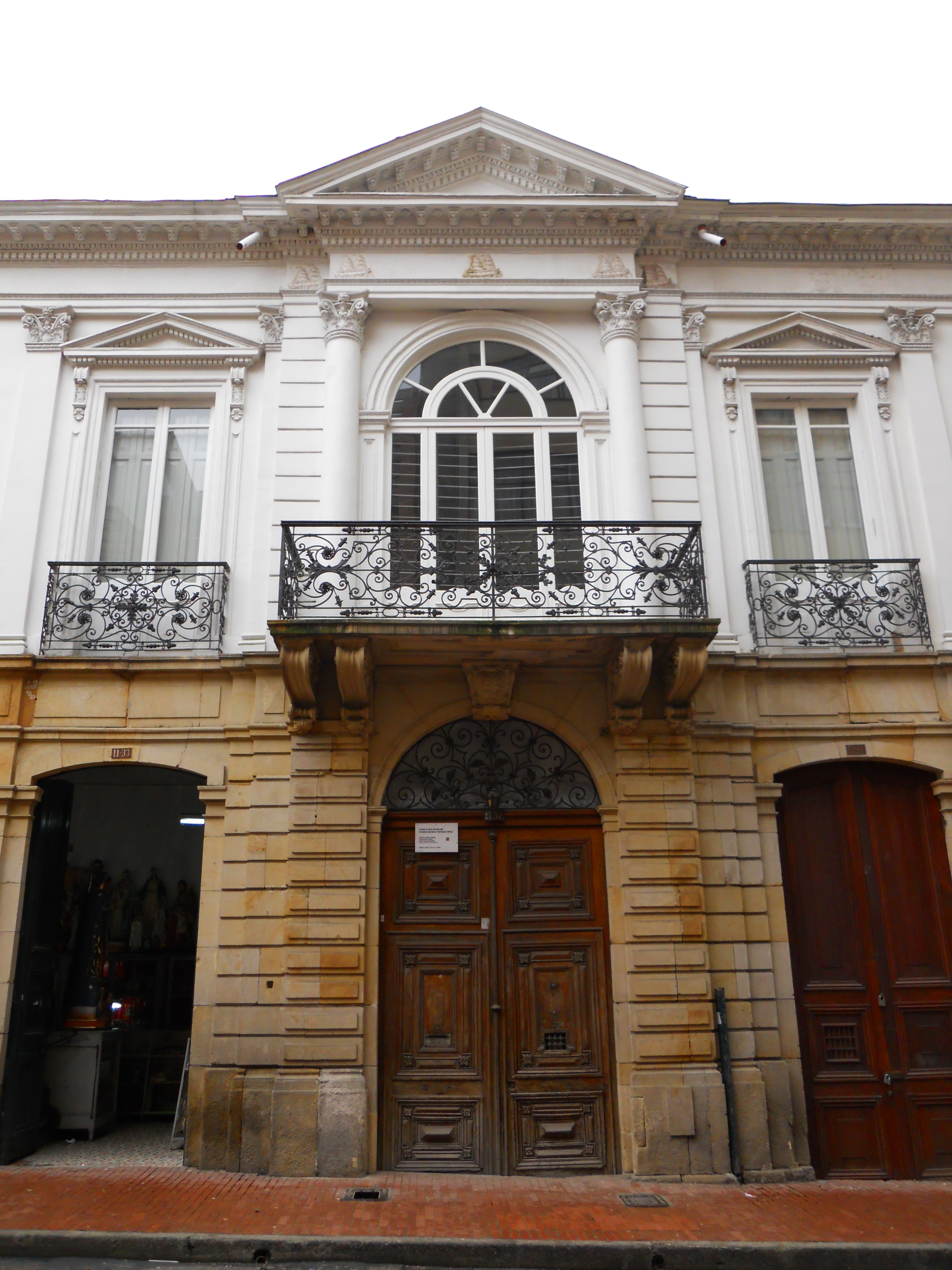
Casa Camacho en Bogotá.

Hijo del pintor normando Raphaël Lelarge y nieto del caballero de la Legión de Honor Frédéric Lelarge, nació en Ruan, Francia y fue bautizado con el nombre de Gastón Charles Raphaël Julien Lelarge. Desde su infancia se cultivó en diversas artes como el dibujo, el violín y la esgrima. Ingresó a la Academia de Bellas Artes de París para estudiar arquitectura, y fue ayudante de Charles Garnier durante la construcción de la Ópera de París. Posteriormente fue el ganador de un concurso para construir el Palacio de Mármol en Teherán, por lo cual residió en Irán durante algún tiempo.
Llegó a Colombia por su propia cuenta en 1890 y trabajó como profesor de esgrima en Bogotá, donde permaneció cuatro años. En 1895 viajó a Argelia a prestar servicio militar; allí obtuvo la Medalla Colonial como brigadier del segundo regimiento de Spahis. Regresó a Colombia a finales de 1897 y comenzó a trabajar en 'La Revista Ilustrada, para la cual escribió artículos de crítica arquitectónica y dibujó caricaturas con el pseudónimo de "Pick Witt".
En Bogotá conoció a Orsina Quintero, hija del general y exministro Guillermo Quintero Calderón, con quien contrajo matrimonio en 1902 y con quien tuvo un hijo.

### Primeras obras en Bogotá
El señor Lorenzo Marroquín lo contrató como arquitecto para la construcción de un castillo en un sector denominado La Caro, ubicado al norte de Bogotá, sobre la vía a Tunja. Dicho edificio actualmente se conoce como Castillo Marroquín. En esta época también hizo unos bocetos para la iglesia del Carmen, y un pabellón para la Exposición Universal de París de 1900 con el que ganó un premio de arquitectura (el proyecto no se construyó ).
Debido al incendio de las Galerías Arrubla en el costado occidental de la Plaza de Bolívar, ocurrido en 1900, el ingeniero Indalecio Liévano pidió a Lelarge diseñar y construir un edificio nuevo con un estilo de Renacimiento francés, el cual fue terminado en 1907. Actualmente se le conoce como Edificio Liévano o Palacio Liévano, y es la sede de la Alcaldía Mayor de Bogotá.

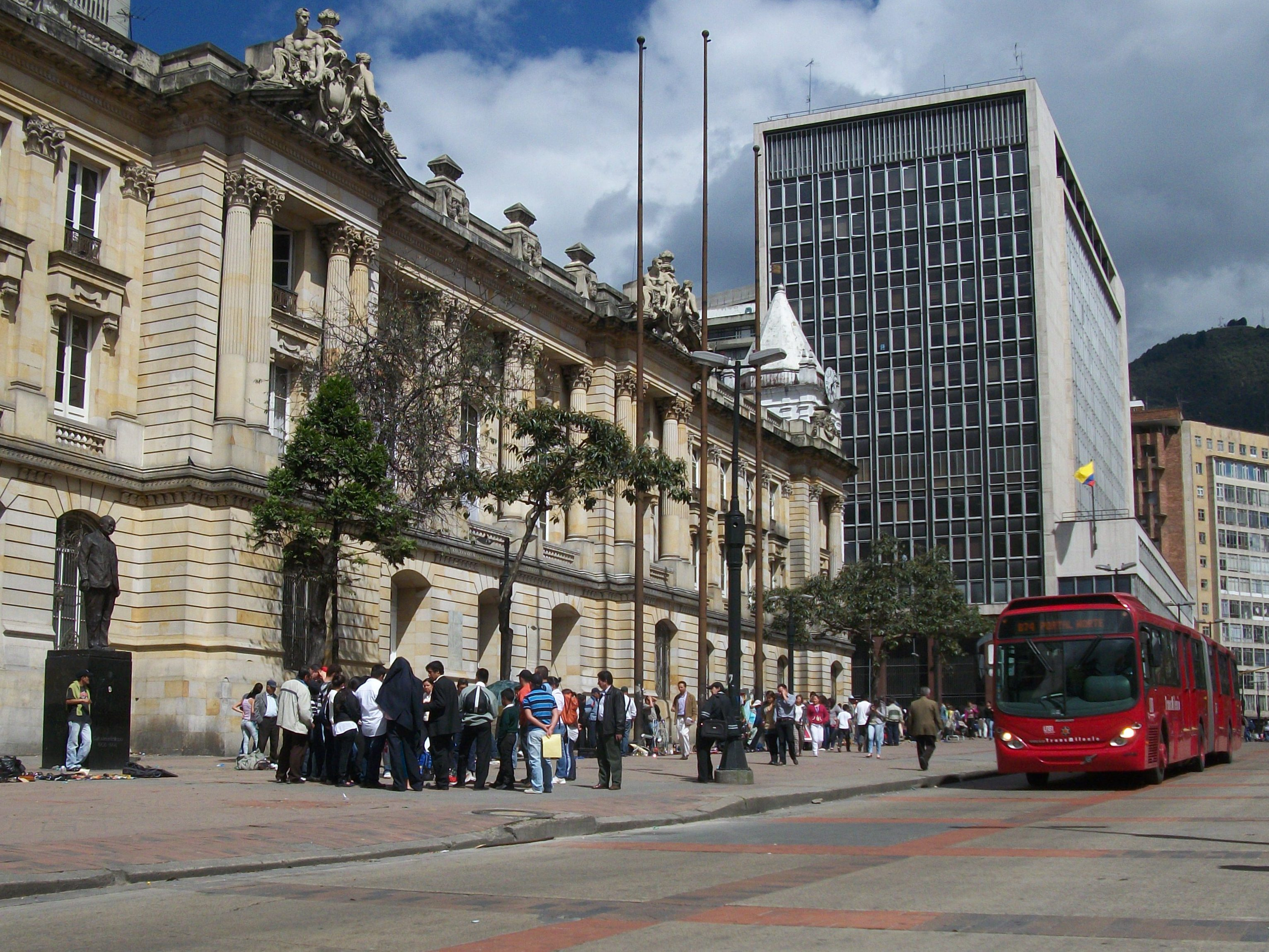
El Palacio de San Francisco en el Eje Ambiental.

En 1904 Gabriel Echeverri le solicitó diseñar y construir un conjunto de edificios en su predio ubicado en el antiguo convento de Santa Clara (actual carrera Octava con calle Octava), el cual, terminado en 1909, recibió el nombre de Palacio Echeverri. En la actualidad es la sede del Ministerio de Cultura. 
También se le confió la remodelación del Palacio de la Carrera (actual Casa de Nariño) para la residencia presidencial, labor que realizó entre 1904 y 1908 junto con el arquitecto Julián Lombana. En 1909 diseñó a solicitud del señor Nemesio Camacho una casa medianera de dos niveles ubicada en el centro de Bogotá (actual carrera Sexta con calle Once).

### Regreso a Francia
Regresó a Francia en compañía de su esposa e hijo en 1906, y permaneció allí hasta 1909. Residió en París, donde entró en contacto de nuevo con el medio artístico, y obtuvo el título de Oficial en la Academia de Bellas Artes en 1907.

### Arquitecto Jefe del Ministerio de Obras Públicas

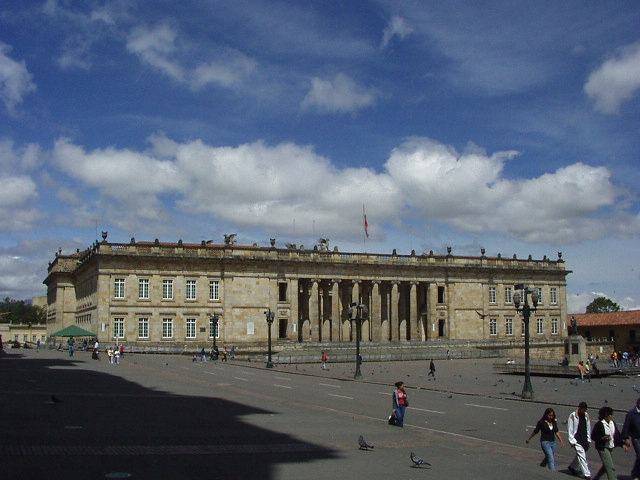
Capitolio Nacional en Bogotá.

A su regreso a Bogotá, presentó un proyecto para erigir una estatua en la Plaza de Bolívar, con motivo de la celebración del centenario de la independencia de Colombia, pero no tuvo éxito.
Poco tiempo después fue nombrado Arquitecto Jefe del Ministerio de Obras Públicas, cargo que mantuvo desde 1911 hasta 1919. De inmediato se puso al frente de las obras del Capitolio Nacional en reemplazo de Mariano Santamaría.
En 1912 fue uno de los coautores del Monumento a Antonio José de Sucre, cuya escultura realizó su compatriota Charles Raoul Verlet. Lelarge diseñó el pedestal, al cual entre 1914 y 1917 le agregó una balaustrada con dos bases en sus extremos, en las cuales se ubicaban dos faroles eléctricos.
En 1917 diseñó el Palacio de San Francisco en la Avenida Jiménez (edificio que durante muchos años fue la sede de la Gobernación de Cundinamarca), obra realizada por Arturo Jaramillo y Alberto Manrique, y que se extendió hasta 1933. Por esa misma época, también diseñó el edificio de la Escuela de Medicina, construido por Farrington en la manzana entre las calles Novena y Décima, y las carreras Catorce (actual avenida Caracas) y Quince, en el costado sur del parque de los Mártires, a su vez diseñado por el danés Thomas Reed.

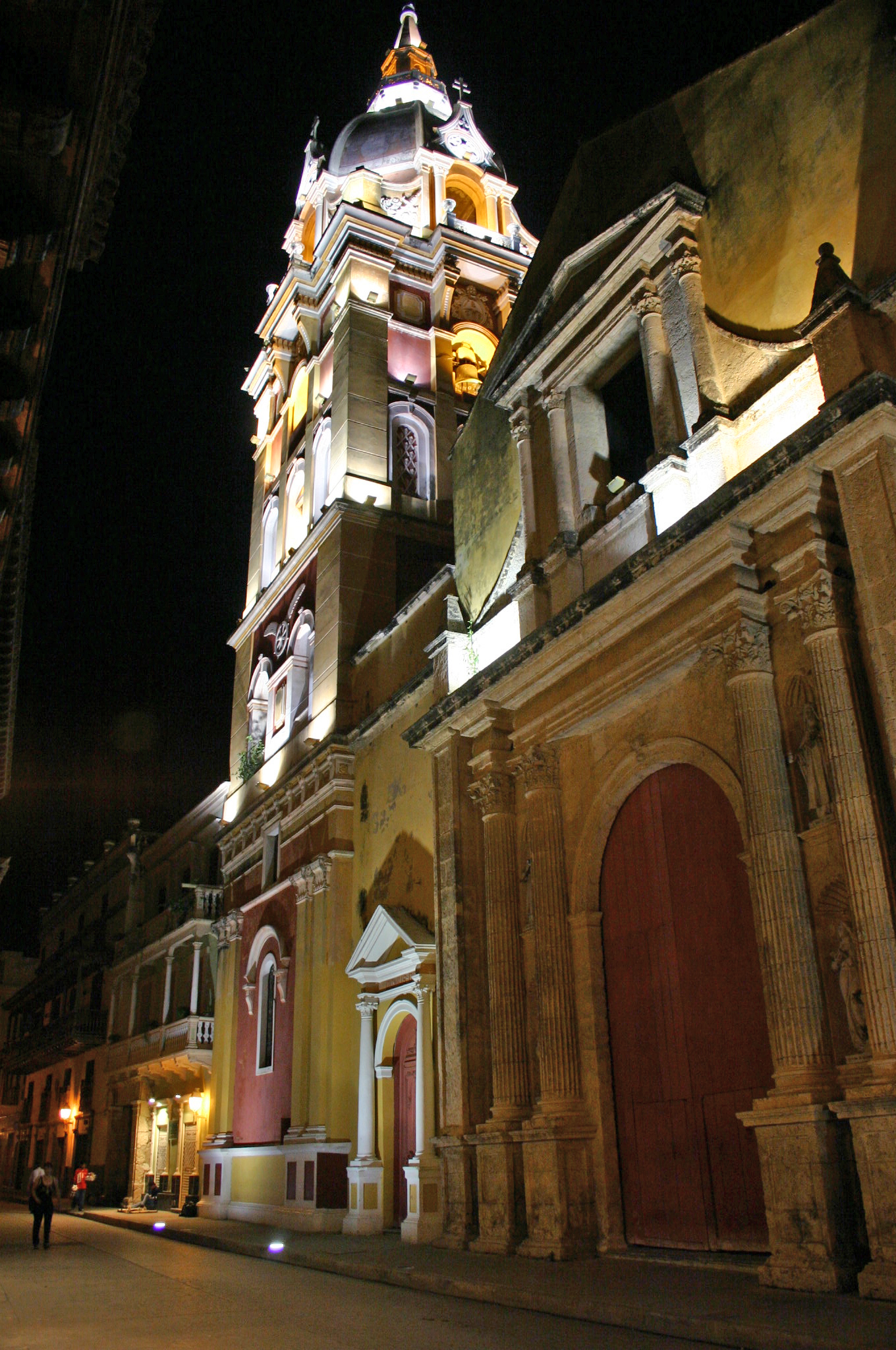
Catedral de Santa Catalina en Cartagena.

En marzo de 1918 se inauguró una de sus últimas obras en Bogotá: el Pasaje Hernández, edificio de carácter comercial ubicado en la carrera Octava entre calles Doce y Trece.

### Trabajos en Cartagena
Hacia 1630 se toma la decisión de urbanizar y fortificar el barrio Getsemaní, comenzando con el Baluarte "el reducto" (punta de Getsemaní) y el revellín de la media luna (única entrada por tierra a Cartagena). A mediados del siglo XVII cuando se forma de manera definitiva la ocupación del Getsemaní este lugar se convierte en eje de comunicación entre la boca del puente (hoy Torre del Reloj) y el Puente En medio (hoy Puente Heredia). En ese entonces habitado por extranjeros comerciantes y gente de mar.
Hacía 1905 Manuel Francisco Obregón contrató a Lelarge para realizar la intervención de esta casa colonial de dos plantas y convertirla en una republicana de tres pisos. Desde principios de siglo, se la ha conocido como la casa del Doctor Obregón

### Últimos años
En 1920 se retiró a vivir a Cartagena de Indias por motivos de salud. En esa ciudad dirigió la remodelación de la torre de la Catedral y la restauración de la iglesia de San Pedro Claver, en donde construyó la cúpula actual.
También se le encargó la construcción del edificio del Club Cartagena, inaugurado en 1925. En esta época escribió la novela Parole donnée, y algunos cuentos y ensayos sobre arquitectura. Murió en esta ciudad el 9 de agosto de 1934.